# 雪梨足球場 (1988年)
雪梨足球場（英語：Sydney Football Stadium）是一座位於悉尼摩爾公園，興建於1988年的體育場。體育場主要用於舉辦聯盟式橄欖球、橄欖球和足球比賽。它也是以悉尼根據地的職業球隊的主場。

## 外部連結
- 官方網站 （页面存档备份，存于）